# Live in Montreal (Zachary Richard)
| Recensione | Giudizio |
| ---------- | -------- |
| AllMusic   |          |

Live in Montreal è un album live di Zachary Richard, pubblicato dalla CBS Records nel 1980. Il disco fu registrato dal vivo il 19 e 20 settembre 1980 al Club Montréal di Montréal, Canada.

## Tracce
Lato A
1. Bon temps rouler – 3:55 (Zachary Richard)
2. Mama Rosin – 3:47 (Zachary Richard)
3. Un aut'soir ennuyant – 3:46 (Zachary Richard)
4. Mes souliers rouges – 4:02 (Zachary Richard)
5. Les ailes des hirondelles – 4:37 (Zachary Richard)

Lato B
1. L'arbre est dans ses feuilles – 5:18 (Zachary Richard)
2. Travailler c'est trop dur – 2:58 (Zachary Richard)
3. Jambalaya – 5:17 (Zachary Richard)
4. Les haricots (son trop salés) – 4:33 (Zachary Richard)

Lato C
1. Allons danser – 5:30 (Zachary Richard)
2. Chanquis chanque – 4:18 (Zachary Richard)
3. Grand Gris Gris – 7:30 (Zachary Richard)
4. Chanque – 3:20 (Zachary Richard)

Lato D
1. Lacassine Special – 4:06 (Zachary Richard)
2. Ton Ton Gris Gris – 4:55 (Zachary Richard)
3. Antibon legbo – 5:47 (Zachary Richard)
4. La berceuse créole – 4:08 (Zachary Richard)

## Musicisti
- Zachary Richard  - accordion, chitarra, pianoforte, armonica, voce
- Sonny Landreth - chitarra, voce
- Craig Légé  - tastiere
- Shelton Sonnier  - basso
- Mike Binet  - batteria
- Linda Niles  - accompagnamento vocale, cori
- Nina Dunn  - accompagnamento vocale, cori